# Billboard Music Award for Top Streaming Song
Die Billboard Music Award for Top Streaming Song ersetzen ab den Billboard Music Awards 2020 die beiden Kategorien Billboard Music Award for Top Streaming Song (Video) und Billboard Music Award for Top Streaming Song (Audio).

## Gewinner und Nominierte
| Jahr | Song          | Künstler                            | Nominierungen | Ref.  |
| ---- | ------------- | ----------------------------------- | --- | ----- |
| 2020 | Old Town Road | Lil Nas X featuring Billy Ray Cyrus | - No Guidance – Chris Brown featuring Drake - Bad Guy – Billie Eilish - Ransom – Lil Tecca - Sunflower – Post Malone and Swae Lee                                                            | [ 1 ] |
| 2021 | Rockstar      | DaBaby featuring Roddy Ricch        | - WAP – Cardi B featuring Megan Thee Stallion - Life Is Good – Future featuring Drake - Whats Poppin – Jack Harlow featuring DaBaby, Tory Lanez and Lil Wayne - Blinding Lights – The Weeknd | [ 2 ] |